# Chiador
Chiador est une municipalité brésilienne de l'État du Minas Gerais et la microrégion de Juiz de Fora.